# 維利涅 (布羅瓦里區)
50°36′34″N 31°0′15″E / 50.60944°N 31.00417°E
維利內（烏克蘭語：Вільне）是位於烏克蘭北部的村莊，由基辅州布羅瓦里區的大季梅爾卡市鎮負責管轄。該村始建於1992年，面積0.72平方公里，海拔高度110米，2001年人口146，人口密度每平方公里202.8人。